# Trần Minh Hưởng
Trần Minh Hưởng (sinh năm 1969) là giáo sư, tiến sĩ, tướng lĩnh Công an nhân dân Việt Nam hàm Trung tướng. Ông hiện giữ chức vụ Bí thư Đảng ủy, Giám đốc Học viện Cảnh sát nhân dân. Ông từng có một thời gian ngắn giữ chức Hiệu trưởng Trường Đại học Phòng cháy chữa cháy. Ông từng là giáo sư trẻ nhất ngành Công an nhân dân Việt Nam năm 2015 (46 tuổi). Ông là 1 nhà giáo xuất sắc trong ngành giáo dục Việt Nam

## Tiểu sử
Trần Minh Hưởng sinh năm 1969, quê quán tại xã Yên Chính, huyện Ý Yên, tỉnh Nam Định.
Ông tốt nghiệp trường Đại học Cảnh sát nhân dân, nay là Học viện Cảnh sát nhân dân.
Sau khi tốt nghiệp đại học, ông được phân công công tác tại chính ngôi trường ông đã học tại khoa luật.
Ông từng giữ các chức vụ: Phó Chủ nhiệm Khoa Luật, Trưởng khoa Nghiệp vụ Cảnh sát phòng, chống tội phạm về môi trường.
Tháng 12 năm 2013, khi đang làm Trưởng khoa nghiệp vụ Cảnh sát phòng, chống tội phạm về môi trường, Học viện CSND, Đại tá Trần Minh Hưởng được điều động làm Phó Giám đốc Công an tỉnh Điện Biên.

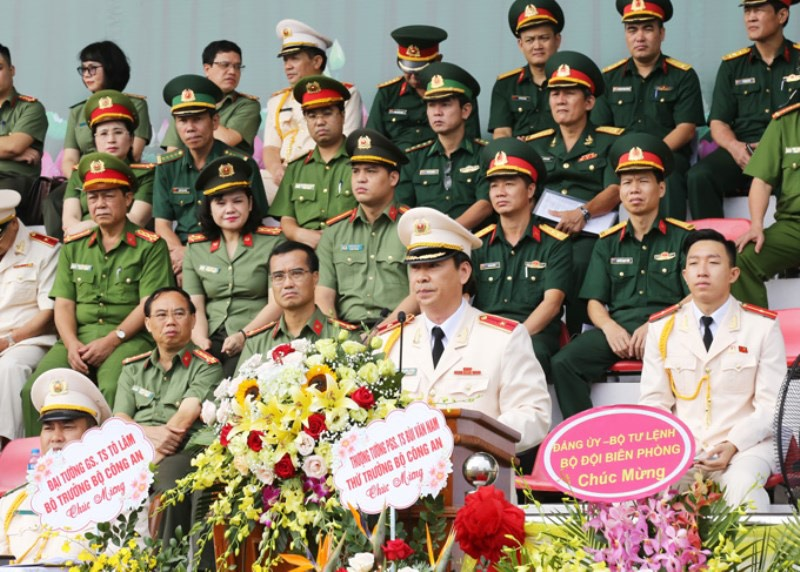
Thiếu tướng, GS.TS Trần Minh Hưởng, Giám đốc Học viện CSND trình bày diễn văn khai giảng năm học mới 2019-2020.

Ngày 22 tháng 10 năm 2015, ông được Hội đồng chức danh Giáo sư Nhà nước Việt Nam công nhận đạt tiêu chuẩn chức danh Giáo sư ngành khoa học an ninh (theo Quyết định số 46/QĐ-HĐCDGSNN ngày 22/10/2015 của Chủ tịch Hội đồng chức danh Giáo sư Nhà nước). Ngày 12 tháng 11 năm 2015, ông được Giám đốc Học viện Cảnh sát nhân dân bổ nhiệm chức danh giáo sư. Lúc này, Trần Minh Hưởng 46 tuổi là giáo sư trẻ nhất được phong hàm giáo sư trong số 6 giáo sư ngành Công an nhân dân.
Ông công tác tại Điện Biên cho đến ngày 12 tháng 5 năm 2017, thì được điều động về lại trường và được bổ nhiệm giữ chức vụ Phó Giám đốc Học viện Cảnh sát nhân dân.
Ngày 11 tháng 10 năm 2018, Đại tá, Giáo sư, Tiến sĩ Trần Minh Hưởng được Bộ trưởng Bộ Công an Việt Nam Tô Lâm bổ nhiệm giữ chức vụ Giám đốc Học viện Cảnh sát nhân dân.
Trần Minh Hưởng còn là ủy viên, Chủ tịch Hội đồng giáo sư ngành Khoa học An ninh, Hội đồng Giáo sư Nhà nước Việt Nam.
Tính đến tháng 5 năm 2017, Trần Minh Hưởng đã chủ biên 9 giáo trình, chủ biên 2 đề tài nghiên cứu cơ sở, 1 đề tài cấp tỉnh, 6 đề tài cấp bộ, xuất bản 32 cuốn sách tham khảo, hướng dẫn nghiên cứu cho 9 Tiến sĩ.
Năm 2019, Trần Minh Hưởng được Chủ tịch nước Việt Nam Nguyễn Phú Trọng thăng quân hàm từ Đại tá lên Thiếu tướng. 
Năm 2022, Trần Minh Hưởng được Chủ tịch nước Việt Nam Nguyễn Xuân Phúc thăng quân hàm từ Thiếu Tướng lên Trung Tướng

## Lịch sử thụ phong cấp bậc hàm
| Năm thụ phong | –      | 2019        | 2022        |
| ------------- | ------ | ----------- | ----------- |
| Quân hàm      |        |             |             |
| Cấp bậc       | Đại tá | Thiếu tướng | Trung tướng |